# Herwer
Herwer (Ḥr-wr en ancien égyptien) est une ancienne ville du 16e nome de Haute-Égypte, le nome de l'Oryx.

## Histoire
| D2 | G36 · D21 | O49 |

| D2 | G36 · D21 | O49 |

| D2 | G36 · D21 | O49 |

| D2 | G36 · D21 | O49 |

| D2 | G36 · D21 | M17 · M17 | X1 · O49 |

| D2 | G36 · D21 | M17 · M17 | X1 · O49 |

| D2 | G36 · D21 | M17 · M17 | X1 · O49 |

| D2 | G36 · D21 | M17 · M17 | X1 · O49 |

Elle est mentionnée dans plusieurs inscriptions anciennes datant de l'Ancien, du Moyen et du Nouvel Empire. Les principales divinités du lieu étaient Khnoum et Héqet, tous deux plusieurs fois appelés « Seigneur de Herwer » ou « Dame de Herwer ». Peut-être que durant le Moyen Empire, le lieu est devenu la capitale du 16e nome de Haute-Égypte, le nome de l'Oryx. Le nomarque local Amenemhat de ce nome était en effet le superviseur des prêtres de « Khnoum de Herwer ». Le lieu est souvent mentionné dans les tombes de Beni Hassan.
La localisation de Herwer reste problématique. Pourtant, dans l'Onomastique d'Amenemope et dans le Papyrus de Turin 118.11, Herwer est mentionné comme étant au nord d'Hermopolis Magna. Il est cependant certain que le lieu se trouvait sur la rive ouest du Nil dans le 16e nome de Haute-Égypte, comme le montrent les inscriptions de Beni Hassan, ce qui suggère que Herwer est identique au village moderne de Hour situé à 11 km au nord-ouest d'Hermopolis Magna.